# 索皮特 (斯特雷區)
49°8′27″N 23°22′52″E / 49.14083°N 23.38111°E

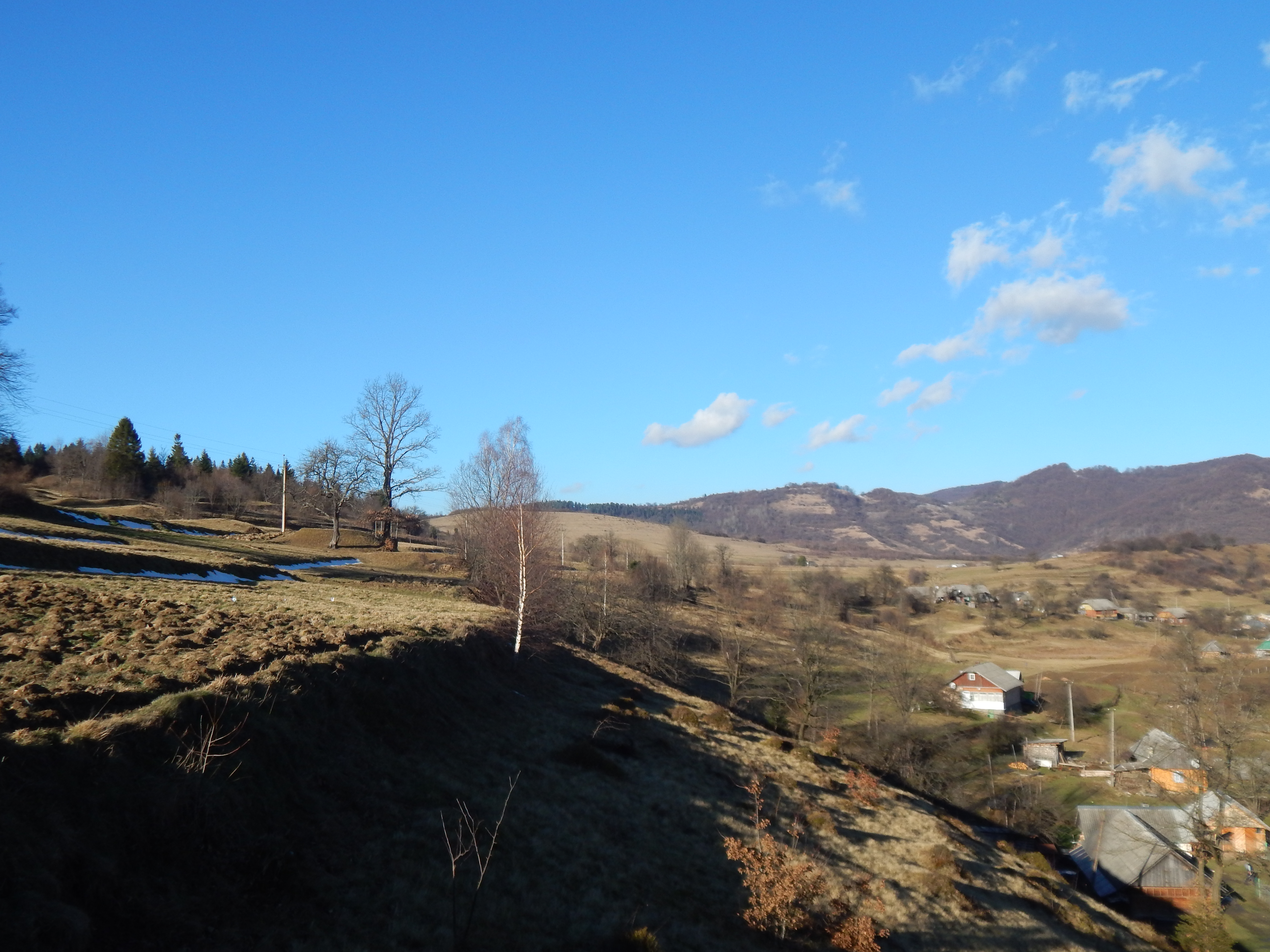
索皮特

索皮特（烏克蘭語：Сопіт），是烏克蘭的村庄，位於該國西部利沃夫州，由斯特雷區斯科萊市鎮負責管轄，始建於1503年，面積1.81平方公里，海拔高度494米，2001年人口722，人口密度每平方公里398.9人。